# Eagle Forum

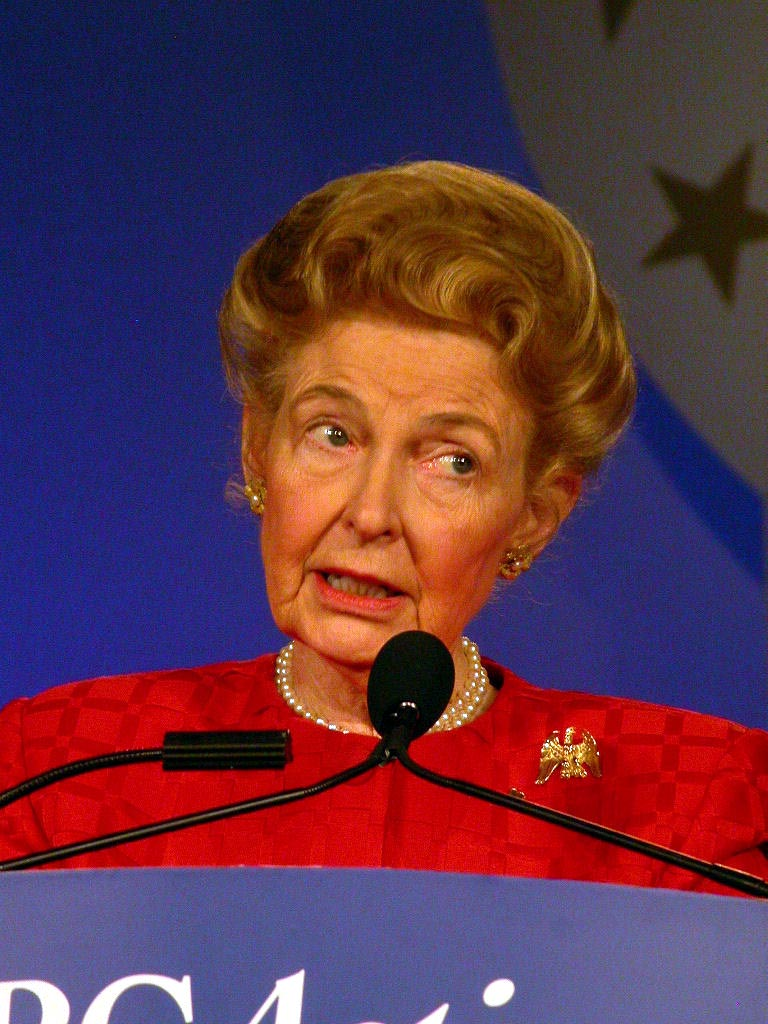
Założycielka Eagle Forum – Phyllis Schlafly.

Eagle Forum (z ang. Forum Orła) – amerykańska konserwatywna organizacja prorodzinna założona w 1972 roku przez Phyllis Schlafly. Ma około 80 tys. działaczy w całych Stanach Zjednoczonych.

## Stanowisko
Wsparcie
- amerykańskiego systemu obrony rakietowej
- ulg dla posiadających ubezpieczenie zdrowotne
- prawa do domowej edukacji
- nauczania inteligentnego projektu w szkołach
- stacjonowania wojsk amerykańskim nad Kanałem Panamskim

Sprzeciw
- aborcji
- związkom partnerskim
- tzw. prawu IX (Title IX), wprowadzającemu zakaz dyskryminacji w szkolnictwie federalnym
- tworzeniu NAFTA i CAFTA
- politycznej poprawności w programie nauczania
- zwiększeniu kontroli pozwoleń na broń
- nielegalnym imigrantom
- postulatom feministek